# Marcallo con Casone
Marcallo con Casone là một đô thị ở tỉnh Milano, vùng Lombardia của Italia, khoảng 20 km về phía tây của Milano. Tại thời điểm ngày 31 tháng 12 năm 2004, đô thị này có dân số 5.489 và diện tích là 8,1 km².
Đô thị Marcallo con Casone gồm cácfrazione (subdivision) Casone.
Marcallo con Casone giáp các đô thị sau:Ossona, Mesero, Santo Stefano Ticino, Bernate Ticino, Magenta, Boffalora sopra Ticino.